# Das verfluchte Elixier
Das verfluchte Elixier ist ein Kindercomic von Veronika Gruhl. Rikki ist besorgt, weil die Gemüseernte ihrer Eltern in diesem Jahr zu klein ist. Ein Wunderelixier soll helfen, das Problem zu lösen. Die Geschichte erschien 2018 beim Zwerchfell Verlag.

## Inhalt
Die abenteuerlustige Rikki Beck ist 11 Jahre alt und macht sich Sorgen, weil die Ernte vom Bauernhof ihrer Eltern sehr klein ausgefallen ist. Das Gemüse ist in diesem Jahr nicht nur winzig, sondern auch verschrumpelt und lässt sich deshalb nur schlecht auf dem örtlichen Markt verkaufen. Ihr erfinderischer Freund Patrick ist Hobbychemiker und mischt ein Elixier, das das Gemüse wachsen lässt, aber auch einen ungewollten Nebeneffekt hat: es wirkt ebenfalls bei Menschen. Zusammen mit ihrer jüngeren Schwester Sofia und dem guten Freund Henri versucht sie, die unerwartete Katastrophe zu verhindern.

## Entstehung und Stil
Obwohl Gruhl viel mit digitalen Werkzeugen arbeitet, illustrierte sie Das verfluchte Elixier ausschließlich mit analogen Zeichenmitteln. Die farbenfrohen Bilder erhalten durch das verwendete bräunliche Papier einen Sepia-Effekt. Für das Lettering digitalisierte Gruhl ihre handschriftlichen Buchstaben.
Während ihre Geschichte Leo und die Wunschvögel „noch eindeutig eine Moral hatte, so habe sie Das verfluchte Elixier nur zum Spaß geschrieben“. Die beiden Schwestern Rikki und Sofia traten bereits in dem kurzen Webcomic Das Echo aus dem Graben als Figuren auf, den Gruhl parallel umsetzte. Die Charaktere entwickelte Gruhl allerdings unabhängig für das Das verfluchte Elixier. Das Konzept für den Kurzcomic entstand im Rahmen der Comictagung „Versunken und Entsprungen“ in Augsburg, weswegen Rikki und Sofia in der Geschichte in dieser Stadt leben.

## Veröffentlichungen
Im Mai 2017 brachte Gruhl Das Echo aus dem Graben kostenfrei auf mycomics.de heraus. Im Juli des gleichen Jahres war der Kurzcomic Teil der Anthologie Versunken und Entsprungen, die beim Wißner-Verlag erschien. Mit Das verfluchte Elixier publizierte der Zwerchfell Verlag 2018 den ersten Comic von Gruhl für Kinder zwischen sechs und zwölf Jahren. Zur Veröffentlichung zeigte die Stadtbücherei Garching vom 11. Januar bis zum 22. Februar 2018 Originalzeichnungen und Skizzen zu Das verfluchte Elixier.

## Kritiken und Auszeichnungen
Das Portal kindersachen.de vom Deutschen Kinderhilfswerk hält fest, Das verfluchte Elixier sei etwas für „alle großen und kleinen Leserinnen und Leser, die spannende Geschichten und überraschende Wendungen mögen“. Gruhl illustriere ihr Werk „toll“ und unter den Figuren fänden sich „ziemlich witzige Charaktere, wie die kleine Schwester Sofia“. Der Comic falle allerdings recht kurz aus und sei damit schnell gelesen, was schade sei, lesenswert bleibe die Geschichte „trotzdem allemal!“
Laut einer Rezension der Stadtbücherei Augsburg mache der „wunderschön illustrierte Comic […] auch schon kleineren Comiclesern Spaß“. Die Geschichte sei „lustig und spannend erzählt, die Charaktere sehr liebevoll gestaltet“.
Beim Wettbewerb „Licht und Schatten“ von mycomics.de im Jahr 2017 belegte Das Echo aus dem Graben den ersten Platz, der mit 300 Euro dotiert war. Gruhl erinnere mit ihrer „herzerwärmenden und erbaulichen Geschichte […] daran, dass auch die Geschwisterliebe ihre Schattenseiten haben kann, sie aber dennoch besteht und währt“.
2019 wurde Das verfluchte Elixier mit einem ICOM Independent Comic Preis in der Kategorie „Herausragendes Artwork“ ausgezeichnet.